# Miljödiplomering
Miljödiplomering är i Sverige en miljörelaterad term som går ut på att företag diplomeras för ett systematiskt förbättringsarbete vad gäller den egna verksamhetens betydande miljöaspekter, exempelvis gällande källsortering, transporter, energianvändning, kemikalier etc. Diplomet visar att företaget som erhållit diplomet är miljömedvetet och arbetar strukturerat med miljörelaterade frågor. För att ett företag skall diplomeras krävs det att ett antal fastställda kriterier uppfylls. Ofta erhålls diplomet på årlig basis och således måste man ansöka om förnyat diplom varje år.
Utfärdare av miljödiplom enligt Svensk Miljöbas kan vara till exempel branschorganisationer, kommuner och  företag.
Ett flertal kommuner och även privatägda utfärdarorganisationer är anslutna till föreningen Svensk Miljöbas som förvaltar nationella standarder för miljöledning, miljörevisorer och utfärdarorganisationer.
Evenemang och företag samt enheter inom offentlig förvaltning kan miljödiplomeras.
Svensk Miljöbas och miljödiplomering
Svensk Miljöbas
förvaltar, utvecklar och kvalitetssäkrar:
- Miljöledningsstandarden med samma namn
- Metoden för miljödiplomerat event

Svensk Miljöbas gör 
följande:
- Granskar och godkänner utfärdare som hjälper och vägleder verksamheter som ska miljödiplomeras enligt Svensk Miljöbas.
- Utbildar, granskar och godkänner revisorer som ska revidera och godkänna verksamheter som diplomeras.
- Marknadsför föreningens verksamhet.